# A ca

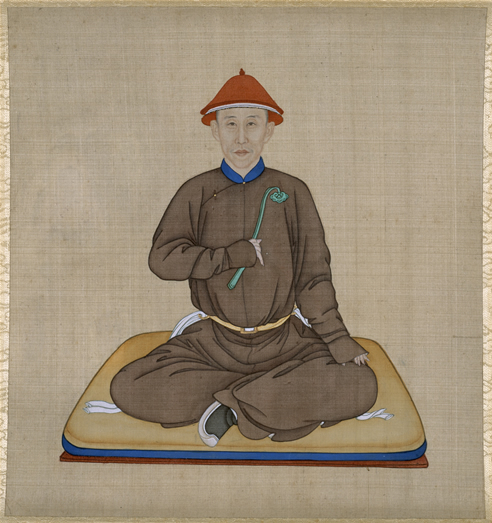
Ung Chính Đế khi còn là Tứ a ca.

A ca (chữ Hán: 阿哥; tiếng Mãn: ᠠᡤᡝ, Möllendorff: age), lại gọi A cách (阿格), là một dạng kính xưng của người nhà Thanh dành cho các thành viên trực hệ Thanh Thái Tổ Nỗ Nhĩ Cáp Xích, các Hoàng tử hoặc các Vương tử Mông Cổ.

## Khái quát
Trong Mãn ngữ bình thường, "A ca" có nghĩa là "Anh trai", vốn chỉ là danh xưng bình thường của nam giới nhà quyền thế, tương tự Cách cách. Trong Thanh văn chỉ yêu (清文指要), có một đoạn đối thoại quá trình kết thân của người Bát Kỳ theo tiếng Mãn như sau:
| “                   | gege be tuwaha manggi, age be inu hūlame dosimbufi, ubai taitai sade tuwabuki, ishunde gemu gūnin de acaha sehede, jai gemgkileci, inu goidarakū kai。 . Nhìn qua vị Cách cách, rồi cũng gọi A ca vào xem, để cho các lão Thái thái nhìn một lượt, nếu nhìn thấy hợp ý thì liền gật đầu, không hợp thì để sau cũng được. | ” |
| — Thanh văn chỉ yêu | |   |

Trong đó "age" ý chỉ vị công tử đang ở tuổi trưởng thành cưới vợ. Từ đây có thể thấy "A ca" vốn không phải chỉ dùng để chỉ Hoàng tử thuộc Hoàng tộc.
Năm Thiên Thông thứ 9 (1635), ngày 26 tháng 1 (âm lịch), Hoàng Thái Cực ban ra chỉ dụ, phàm là hậu duệ Thái Tổ Nỗ Nhĩ Cáp Xích đều xưng "A ca", hậu duệ 6 vị Tổ khác xưng Giác La. Người bình thường không thể xưng "A ca" nữa, từ đó "A ca" cũng trở thành chuyên xưng dành cho hậu duệ trực tiếp của Hoàng tộc.
Sau khi nhập quan, Thuận Trị Đế quy định "A ca" trở thành xưng hô chỉ riêng cho Hoàng tử, đều gọi theo số đếm, như Càn Long Đế được gọi là [Tứ a ca]. Thực tế, tại Vương phủ thì danh từ "A ca" vẫn được dùng để chỉ các nam duệ của Thân vương cùng Quận vương, song khi xưng hô cũng không gọi như vậy nữa mà là ["Công gia"; 公爷].